# Cyathula achyranthoides
Cyathula achyranthoides là loài thực vật có hoa thuộc họ Dền. Loài này được (Kunth) Moq. mô tả khoa học đầu tiên năm 1849.